# Spilarctia melanostigma
Spilarctia melanostigma là một loài bướm đêm thuộc phân họ Arctiinae, họ Erebidae.